# ونگور غربی
ونگور غربی (به انگلیسی: Vengoor West) یک روستا در هند است که در Ernakulam district واقع شده‌است.

## خصوصیات
ونگور غربی ۱۷٬۳۱۸ نفر جمعیت دارد.